# Выжимаки
Выжимаки — деревня в Краснинском районе Смоленской области России. Входит в состав Красновского сельского поселения. Население — 1 житель (2007 год). 
Расположена в западной части области в 19 км к северо-западу от Красного, в 1 км южнее автодороги М1 «Беларусь». В 0,1 км южнее деревни расположена железнодорожная станция О.п. 478-й км на линии Москва — Минск. 

## История
В годы Великой Отечественной войны деревня была оккупирована гитлеровскими войсками в июле 1941 года, освобождена в сентябре 1943 года.